# Novalaise (Italie)
Pour les articles homonymes, voir Novalaise (homonymie).
Novalaise (en italien, Novalesa) est une commune d'Italie de la ville métropolitaine de Turin dans la région Piémont, au centre du val Cenise. Sur son territoire a été construite l'ancienne abbaye de la Novalaise.

## Géographie

### Toponymie
- Novalesa en italien ;
- Nonalèsa en francoprovençal ;
- Novalèisa en piémontais.

## Histoire

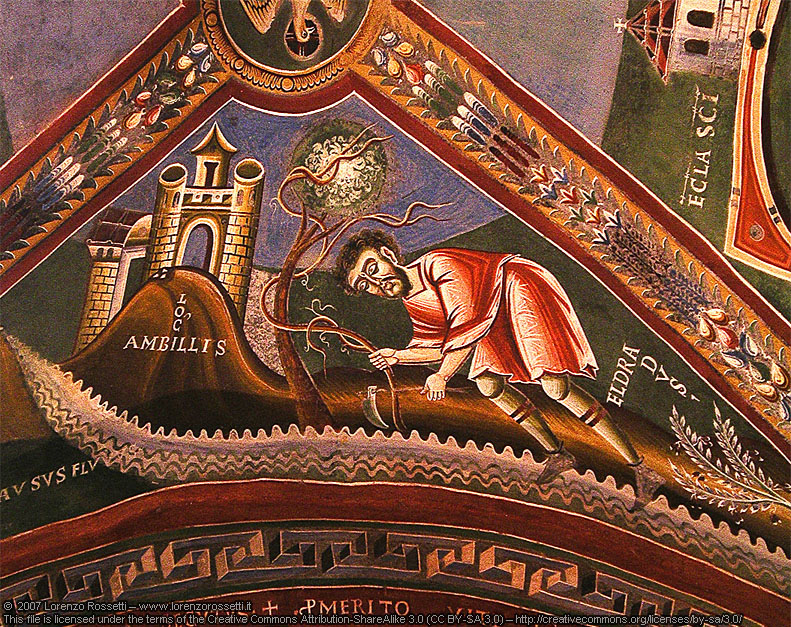
Fresque avec Saint Eldrade dans l'abbaye.

L'abbaye de la Novalaise, créée en 726, se trouve sur la commune.

## Culture
- Dans l'abbaye il y a deux musées, archéologique et de restauration de livres.
- Dans la paroisse du village, il y a le musée diocésain d'art sacré, avec des anciennes reliques de l'abbaye et de l'Hospice du Mont-Cenis.
- Dans le village, il y a aussi le Musée Ethnographique de Novalesa.

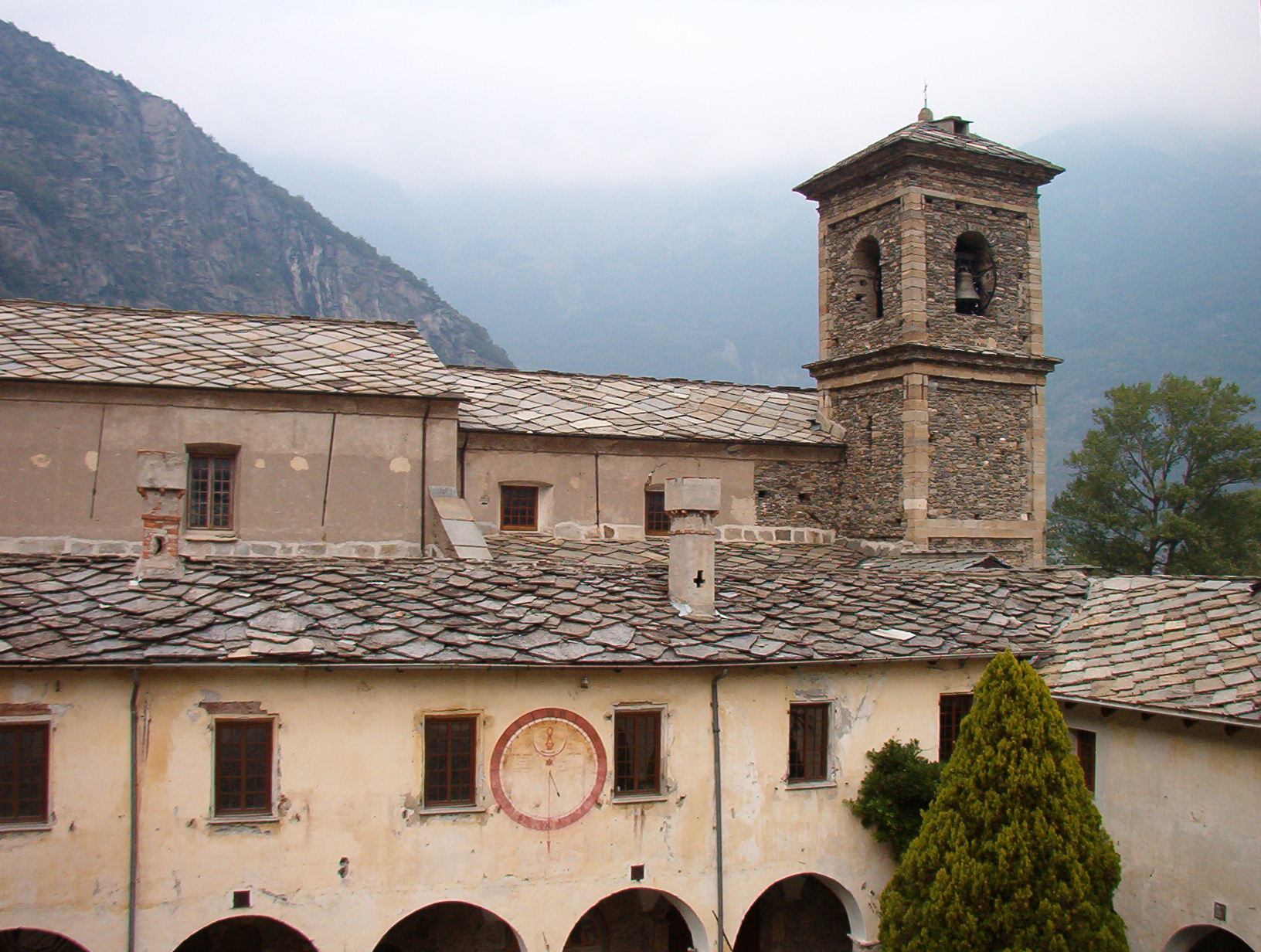
Abbaye de Novalesa.
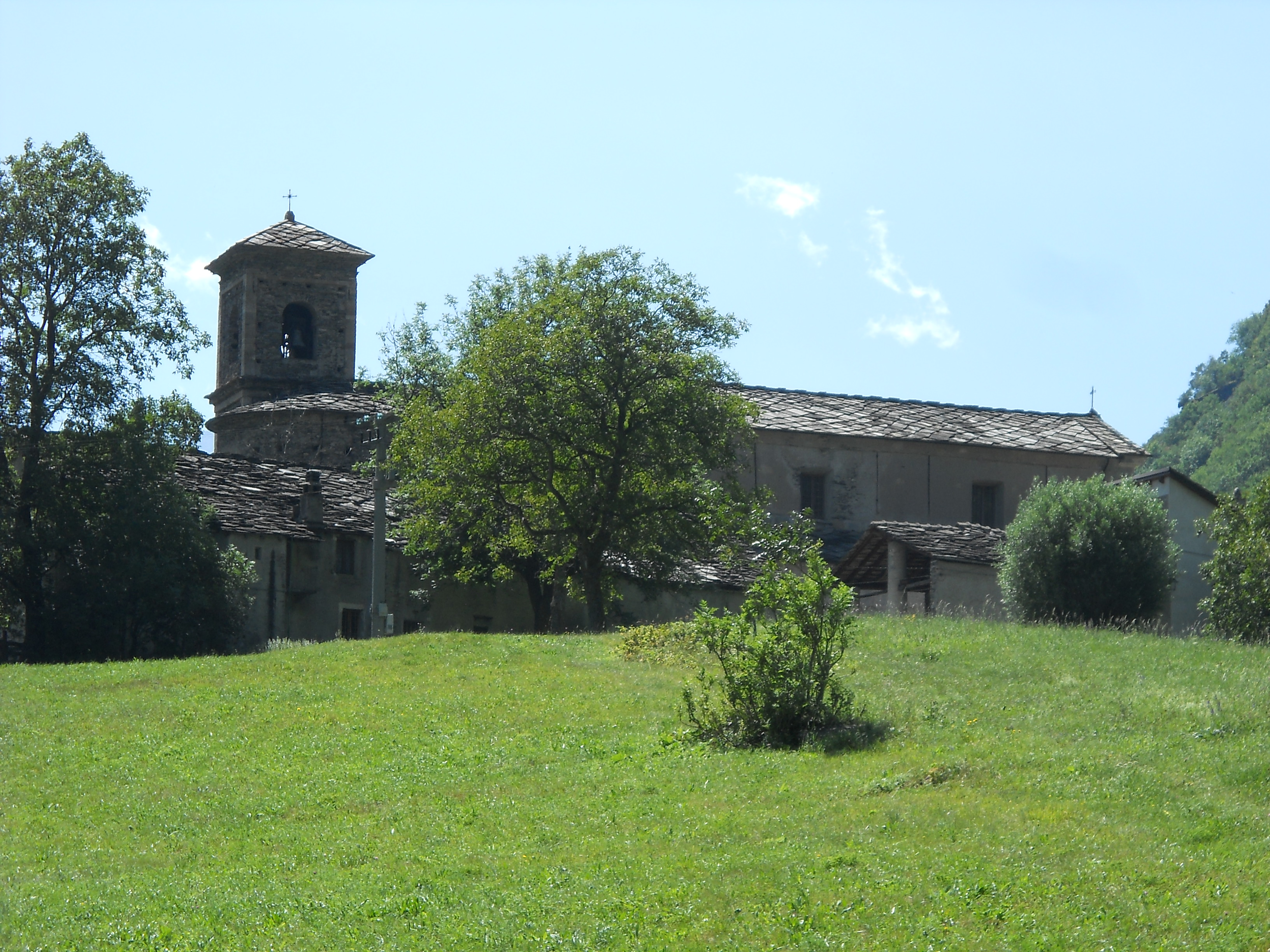
Abbaye de Novalesa à l'extérieur.
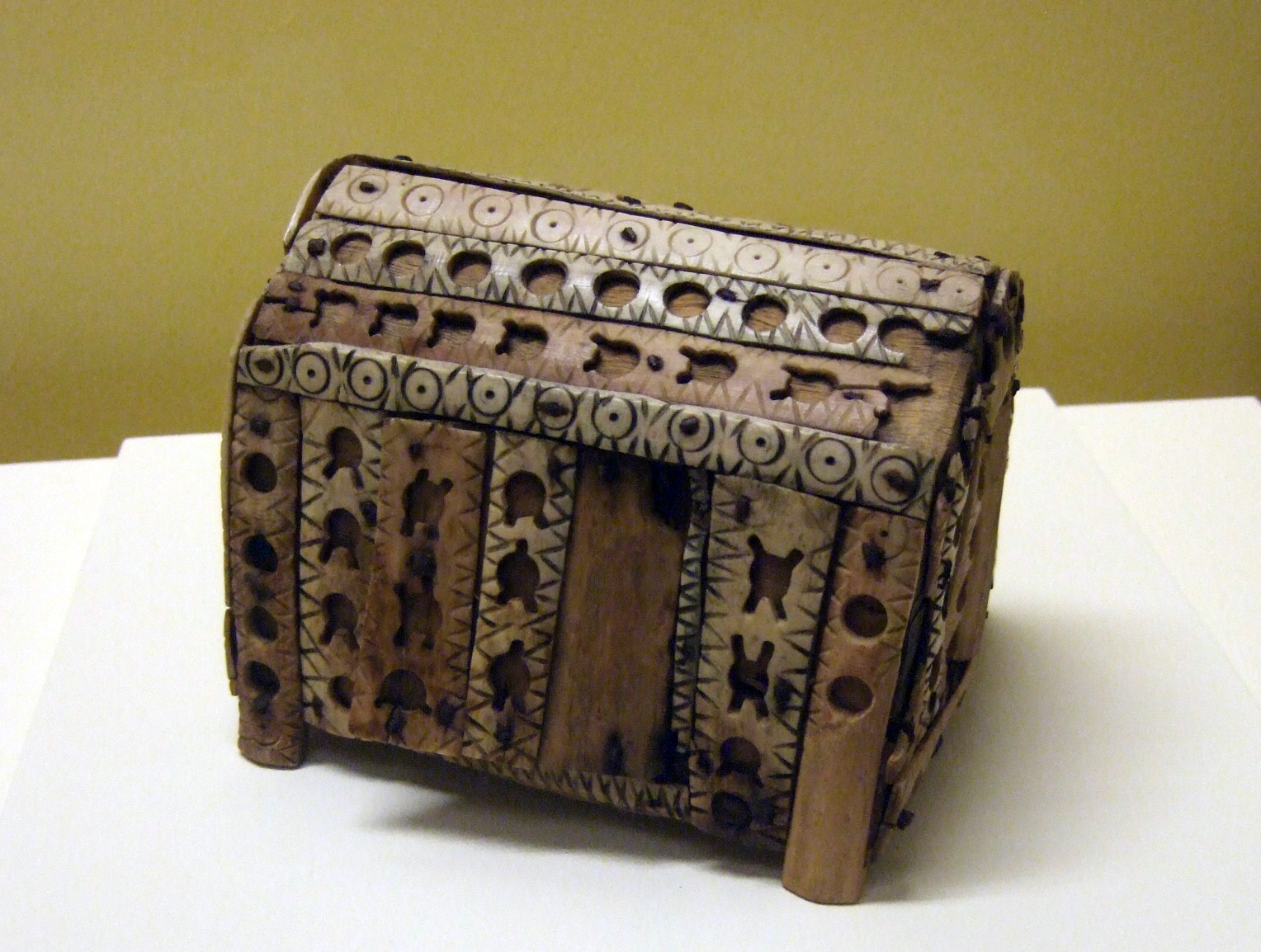
Museo diocesano d'arte sacra (Novalesa), reliquaire franco-lombard.

### Cascades
Tout autour du village sont visibles des hautes cascades qui descendent des Alpes grées.

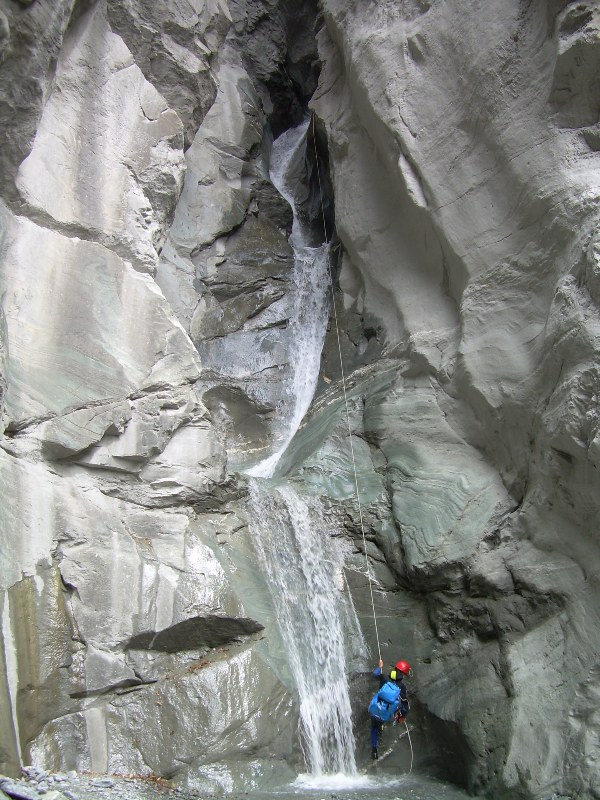
Cascade du Rio Claretto.
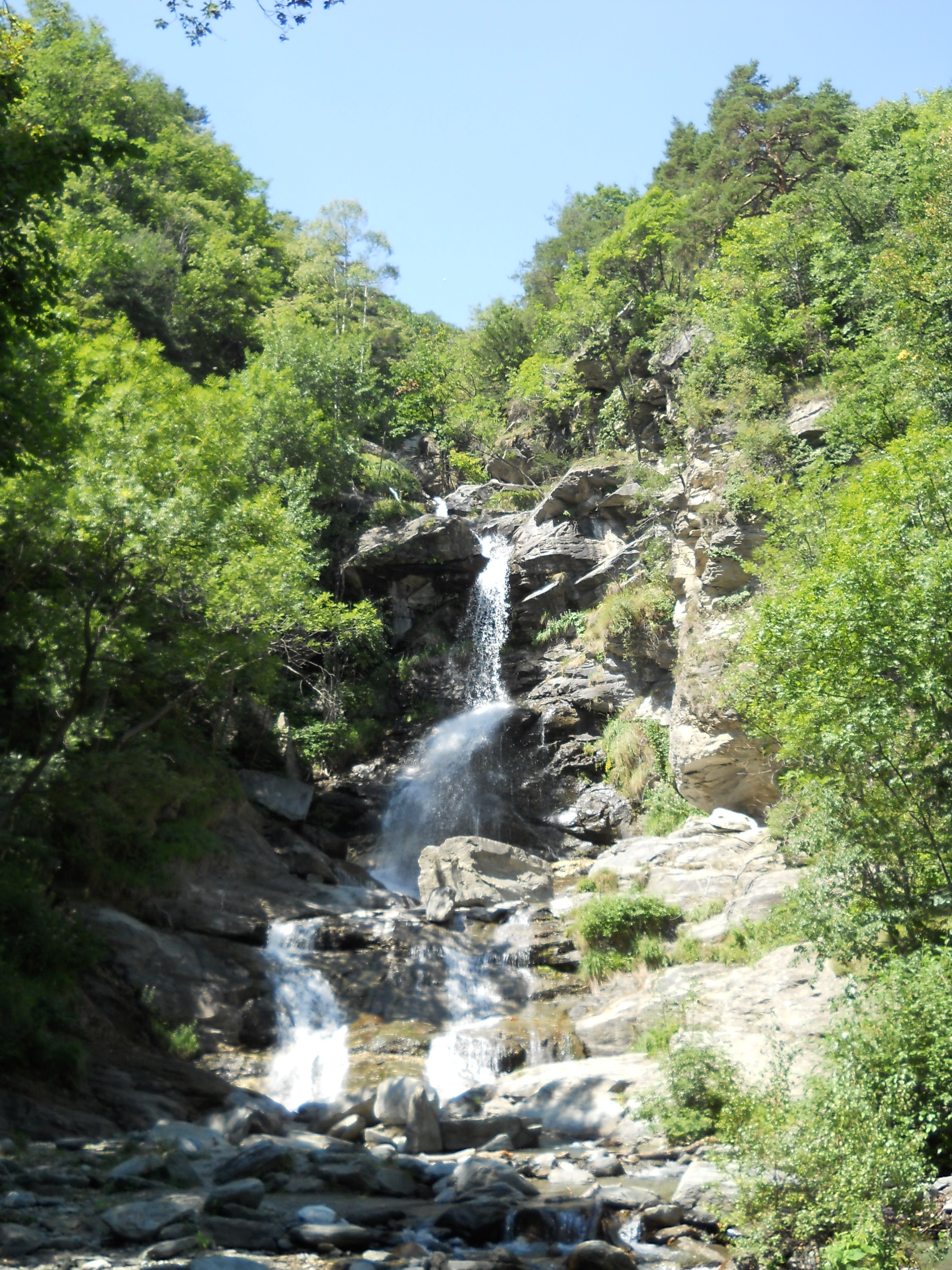
Cascade « Coda di Cavallo ».

## Administration
| Période                                  | Période  | Identité            | Étiquette    | Qualité |
| ---------------------------------------- | -------- | ------------------- | ------------ | ------- |
| 14 juin 2004                             | En cours | Ezio Cesare Rivetti | Lista Civica |         |
| Les données manquantes sont à compléter. |          |                     |              |         |

### Hameaux
San Pietro, San Rocco, Villaretto, le Ronelle, Sant'Anna, il Borgetto, Santa Maria, la Fraita.

### Communes limitrophes
Monpantier, Montcenis, Ussel, Vénaux.

### Évolution démographique
Habitants recensés

### Jumelages
- Le Monêtier-les-Bains (France).